# پرواز ۵۹۲ ولیو جت
پرواز شماره ۵۹۲ هواپیمای ولیو جت یک سانحه هوایی از فرودگاه بین‌المللی میامی به سمت فرودگاه بین‌المللی هارتسفیلد-جکسون آتلانتا بود که بعد از ده دقیقه پرواز در آسمان در مرداب‌های منطقه اورگلیدرز سقوط کرد. علت این حادثه آتش‌سوزی در قسمت بار هواپیما بود.

## پیش زمینه
ولیو جت یک شرکت هواپیمایی بود که در سال ۱۹۹۲ تأسیس شد. این شرکت هواپیمایی به دلیل ارزان بودن هزینه‌های پرواز شهرت و به سرعت رشد پیدا کرد.

## هواپیما و خدمه پرواز
این هواپیما یک مک دانل داگلاس دی سی -۹ بود که ۲۷ سال سن داشت. اولین پرواز آن در ۱۸ آوریل ۱۹۶۹ انجام و در ۲۷ مه همان سال تحویل هواپیمایی دلتا ایرلاینز شد. این هواپیما تا پایان سال ۱۹۹۲ در این شرکت مورد استفاده قرار می‌گرفت و پس از آن پس از بازنشستگی به مک دانل داگلاس بازگردانده شد. مک دانل داگلاس نیز این هواپیما را در سال ۱۹۹۳ به ولیوجت فروخت.
این هواپیما طی دو سال قبل از سقوط یک سری حوادث متحمل شده بود، از جمله برخاستن متوقف شده و فرود اضطراری.
خلبانان این پرواز نیز دو خلبان با تجربه بودند: خلبان کندلین کوبک ۳۵ ساله و کمک خلبان ریچارد هیزن ۵۲ ساله

## شرح حادثه

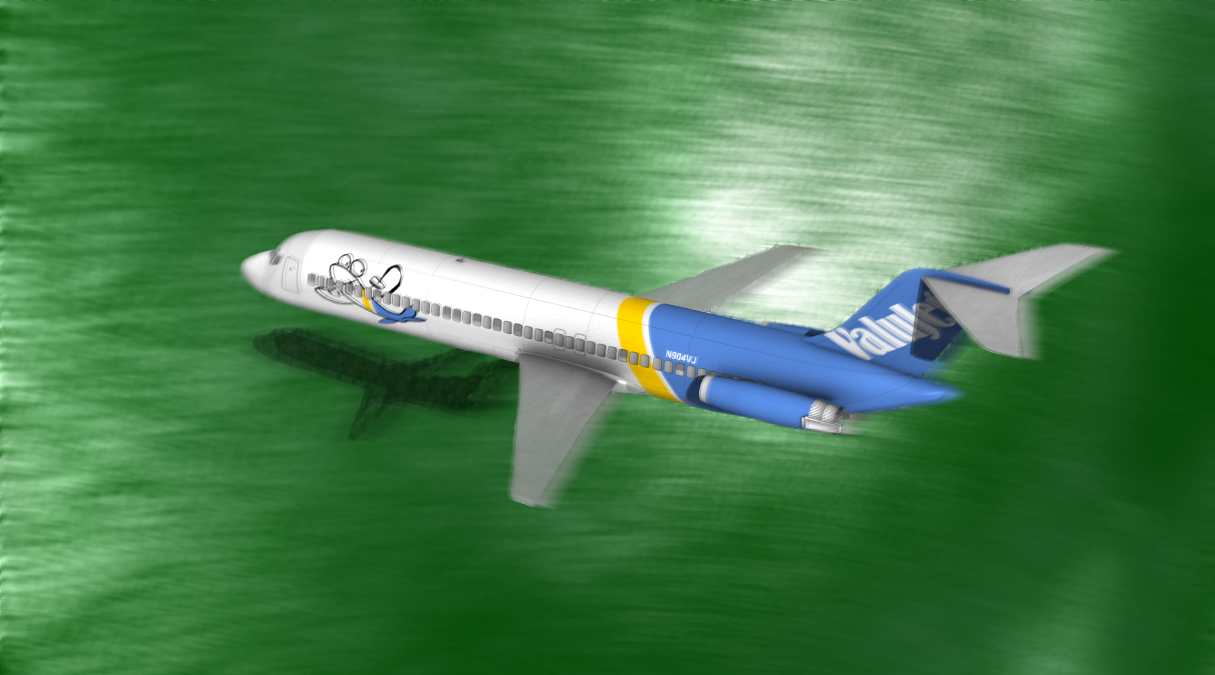
آخرین ثانیه از پرواز ValuJet 592 (1996) نشان داده شده است

در ظهر ۱۱ مه ۱۹۹۶ پرواز شماره ۵۹۲ از باند ۹ چپ (۸ راست کنونی) فرودگاه میامی شروع به پرواز می‌کنند و پس از پرواز طبق دستگاه ضبط کننده صدای داخل کابین هواپیما آنها صدایی شبیه به انفجار می‌شنوند و از علت آن مطلع نمی‌شوند. ۶ دقیقه پس از پرواز کاپیتان کوبک هشدارهایی نظیز تخلیه باتری هواپیما روبه می‌شوند و کاپیتان می‌خواهد که هواپیما را به فرودگاه بازگرداند. در ساعت ۲:۱۰ مسافرین بوی دود را حس می‌کنند. اگر چه طبق اظهارات ولیو جت در هنگام آتش سوززی نباید در کابین خلبان را باز نمود ولی یکی از مهمانداران در را باز و خلبانان را از وجود آتش‌سوزی در قسمت مسافرین با خبر کرد که در این هنگام فریاد ((آتش، آتش …)) مسافران در ضبط کنندهٔ صدای کابین خلبان هواپیما نیز ضبط شده بود. پس از آن دیگر هیچ صحبتی میان خلبان و کمک خلبان صورت نمی‌گیرد که نشان از بیهوش شدن آنها می‌شود و در آخر هواپیما در مرداب‌های منطقه اورگلیدرز سقوط می‌کند.

## علت حادثه
علت این حادثه بسته‌بندی نامناسب مولدهای اکسیژن هواپیما منقضی شده مطعلق به خود شرکت هواپیمایی بود. در برگه بارهای موجود در قسمت بار هواپیما اظهار شده بود که آنها خالی هستند ولی آنها فقط تاریخ انقضایشان به پایان رسیده بود وهنوز پر بودند وامکان این وجود داشت که هر یک از آنها فعال بشوند. این مولدهای اکسیژن هنگام فعال سازی دما، طی یک واکنش شیمیایی، دمای آنها بسیار بالا می‌رود ولی به تنهایی امکان آتش‌سوزی شدید را ندارند. بلکه بسته‌بندی آنها به دور نایلون‌های حباب دار باعث این می‌شود آتش‌سوزی به شکل شدید صورت بگیرد.